# Pedro da Fonseca (cardinal)
Pedro da Fonseca, le cardinal d'Urriès, né à Olivence, à l'époque au Portugal, et mort le 22 août 1422 à Vicovaro, est un cardinal portugais, créé par l'antipape d'Avignon Benoît XIII.

## Biographie
Pedro da Fonseca est créé cardinal au consistoire du 14 décembre 1412 par Benoît XIII. En 1413 il est nommé administrateur d'Astorga.
Le cardinal Fonseca reste fidèle à Benoît XIII, malgré les démarches du roi Alphonse V d'Aragon, mais en 1417 avec deux autres cardinaux, Carrillo et Carlos Jordan de Urriès y Pérez Salanova, il demande l'abdication de Benoît XIII, celui-ci dépose les trois cardinaux. Fonseca ne participe pas au conclave de 1417, lors duquel Martin V est élu, mais le nouveau pape l'accueille au sein de son sacré-collège en 1418. Il est nommé administrateur de Sigüenza en  1419 et légat en Espagne en 1420.